# Der Weltkrieg
Der Weltkrieg ist ein zweiteiliger Dokumentarfilm von Leo Lasko von 1927/1928 über den Ersten Weltkrieg.

## Inhalt
Es werden vor allem historische Filmaufnahmen von der Front gezeigt, dazu einige aus der Heimat, besonders über die wirtschaftlichen Probleme. Dazu gibt es einige nachgestellte Szenen, die aber für das Punlikum als solche meist nicht zu erkennen waren, sowie Karten mit Markierungen zu Schlachtverläufen.
Die Zwischentitel sind meist relativ sachlich gehalten, einige betonen aber den Heldenmut der Soldaten und der Bevölkerung.

## Hintergründe
Leo Lasko hatte bereits einige Spielfilme für die UFA gedreht.
Der Weltkrieg wurde der erste längere deutsche Kompilationsfilm, der vor allem aus Archivmaterial zusammengestellt wurde.
Der Film entstand in der Übergangszeit der UFA von der Aktienmehrheit der Deutschen Bank zur Übernahme durch das rechtsnationale Hugenberg-Imperium, das aber auf die Gestaltung keinen größeren Einfluss mehr ausübte.
Der erste Teil Des Volkes Heldengang wurde am 22. April 1927 im Ufa-Pavillon in Berlin zum ersten Mal gezeigt. Im September soll er in 114 Kinos in 81 deutschen Städten aufgeführt worden sein. Am 9. Februar 1928 wurde der zweite Teil Des Volkes Not gezeigt.
Es sind der erste Teil sowie einige Motivfotos des ersten und zweiten Teils erhalten.